# 龙凤呈祥 (京剧)
《龙凤呈祥》是京剧传统剧目，取材于《三国演义》第五十四回“吴国太佛寺看新郎 刘皇叔洞房续佳偶”和第五十五回“玄德智激孙夫人 孔明二气周公瑾”，包括《甘露寺》和《回荆州》两出相对独立的剧目，也可以分开演出。因为剧中有刘备与孙尚香成亲的情节，且虽然有多次刀光剑影，却无一人伤亡，故常用于逢年过节的吉祥戏，合称《龙凤呈祥》。该剧角色众多，行当齐全，是各京剧院团展示演员阵容的常演剧目，经常有反串演出。

## 背景
《龙凤呈祥》的前身《甘露寺》一剧，源于昆腔剧目《鼎峙春秋》，后经毓云鹏（毓五）重排而成。据《清昇平署志略》和《清代伶官传》记载，咸丰十年（1860年），英法联军攻陷北京，咸丰帝仓皇逃往热河行宫，宫中昇平署伶人随圣驾前往，其演出剧目中便有皮黄戏《甘露寺》。光绪二十二年（1896年），福寿班将《甘露寺》《回荆州》《芦花荡》连演，名为《龙凤呈祥》。
《甘露寺》原是以刘备为主角，但通过马连良的改良，乔玄的戏份大幅增加，甚至常被视为主角，特别是“劝千岁杀字休出口”唱段为马派经典，是马派老生看家剧目。马连良在该剧中“一赶二”，前演乔玄，唱作并重，后演鲁肃，念白繁杂。经过马连良的改进，该剧对每个角色都有很高的要求，如“相亲”一折中的配角贾华，身着箭衣，腰插靠旗，携带大刀、腰刀、剑、锤、匕首等七八种大小兵器，俨然一个卡通角色；刘备、孙尚香、赵云在《回荆州》中的一段三人“编辫子”，为孙尚香驾车的女车夫虽是没有台词的龙套，但难度颇高，很容易出现失误，所以经常由基本功扎实的武旦演员扮演。
另有南派京剧《龙凤呈祥》，演法与北派有明显不同。剧中有数段二黃唱段（北派演法全剧均为西皮），“相亲”一折中刘备、乔玄、吴国太、孙权、赵云等五个角色（有时加上贾华）用绝迹舞台多年的二黄“五音联弹”（即首尾相连的多人轮唱，源自梅花大鼓）推动剧情，整个唱段多达68句，是南派经典。南派演法合并了另一出剧目《丧巴丘》的情节（即周瑜假道伐虢，以攻打西川之名谋夺荆州的剧情，小说中称“三气周瑜”，周瑜可由武生应工），剧中有北派演法所没有的黄忠、魏延两个角色。
此剧历来多有名家参演，譚富英、高庆奎、奚啸伯曾在剧中饰演刘备，梅兰芳、程砚秋、張君秋曾饰演孙尚香，杨小楼曾饰演赵云，裘盛戎曾饰演孙权。

## 剧情

### 甘露寺
东汉末年，刘备与孙权联合，于赤壁之戰大破曹操。刘备借得荆州之地，孙权屡次讨要无果，怀恨在心。建安十四年（210年），刘备爱妾、刘禅之母甘夫人去世，内宅无主。孙权与周瑜定下美人計，派呂範（老生）过江说媒，将孙权之妹孙尚香嫁给刘备为妻，孙刘两家永结盟好，实则欲借机讨要荆州，若是不从便将刘备囚死在东吴。诸葛亮识破孙权诡计，让刘备放心过江，临行时交给赵云三个锦囊，以备不时之需。
刘备（老生）在赵云（武生）的陪同下过江招亲，按诸葛亮的第一个锦囊，先去拜会孙策与周瑜之岳丈，大乔与小乔之父乔玄（老生）。乔玄在管家乔福（丑）的怂恿下收下了刘备的礼物，答应帮助刘备。乔玄进宫面见孙权继母吳國太（老旦），吴国太对招亲之事完全不知情，孙权（花脸）在母亲的追问下只得说出“美人计”的实情。吴国太大怒，斥责孙权不敢与刘备兵戎相见，反而以胞妹为诱饵，换取荆州弹丸之地。乔玄分析利害，劝孙权将计就计，促成孙刘联姻，以免两家相争，曹操坐收渔利。吴国太决定次日在京口甘露寺相亲，若是中意刘备，则招为贵婿，若是不中，任凭孙权处置刘备。刘备年近半百，须发苍白，乔玄担心刘备相亲不成必遭孙权谋害，遂命乔福给刘备送去乌须药，嘱咐赵云内穿铠甲，以防不测。
甘露寺内，刘备向吴国太介绍家世，又介绍手下三位大将关羽、张飞、赵云和军师诸葛亮，乔玄在一旁绘声绘色地补充，孙权不悦。吴国太对刘备十分中意，同意嫁女，并设宴款待众人。孙权事母至孝，不敢违拗，只得借故离开，暗中命贾华（丑）率甲士埋伏殿外，伺机杀死刘备。赵云发现伏兵，禀告刘备，刘备忙在吴国太面前下跪哭诉。吴国太怒，质问孙权，孙权和吕范把责任推给贾华。吴国太命处死贾华，刘备求情得免。
刘备与孙尚香（青衣）拜堂成亲。孙尚香自幼不喜女红，专爱刀枪，洞房门外陈列刀枪剑戟，刘备不敢入内。孙尚香命侍女撤去兵器，二人共入洞房。

### 回荆州
孙权周瑜眼见美人计弄假成真，一计不成又生二计，给刘备送去宫娥彩女，日日笙歌，让刘备沉溺温柔乡不能自拔，荆州唾手可得。岁末，刘备依然沉迷酒色，不愿返回荆州。赵云只得打开第二个锦囊，依计诓骗刘备，称曹操大军南下欲夺取荆州。刘备闻讯大惊，与孙尚香商议，孙尚香愿与夫君同回荆州。
孙尚香向母亲辞行，说与刘备去江边祭祖，吴国太同意。孙尚香眼见与母亲再难相见，不觉落泪，吴国太追问，孙尚香说出实情。吴国太虽不舍，却也不愿女儿成为寡妇，遂赠女儿宝剑一口，若有人阻拦即可斩之。母女二人泪别。
刘备、孙尚香、赵云火速启程，路过周瑜（小生）驻守之柴桑。周瑜听说刘备夫妇离去，不顾鲁肃（老生）劝阻，派丁奉、徐盛、蒋钦、周泰前去阻拦。四将追上刘备，赵云拿出第三个锦囊，刘备请孙尚香出面。孙尚香以吴国太所赐宝剑呵退众将，四人只得回营禀报周瑜。周瑜亲率人马堵截刘备，被赵云所败。周瑜不敢忤逆吴国太，命急速追赶，欲使刘备在江边走投无路。
张飞（花脸）奉诸葛亮将令，率人马在江边埋伏接应。诸葛亮（老生）本人乘船接驾，命张飞抵挡周瑜，全军将士在山上高喊“周郎妙计安天下，赔了夫人又折兵！”周瑜闻言大怒，只得退兵（是为“二气周瑜”）。全剧终。